# Melectini

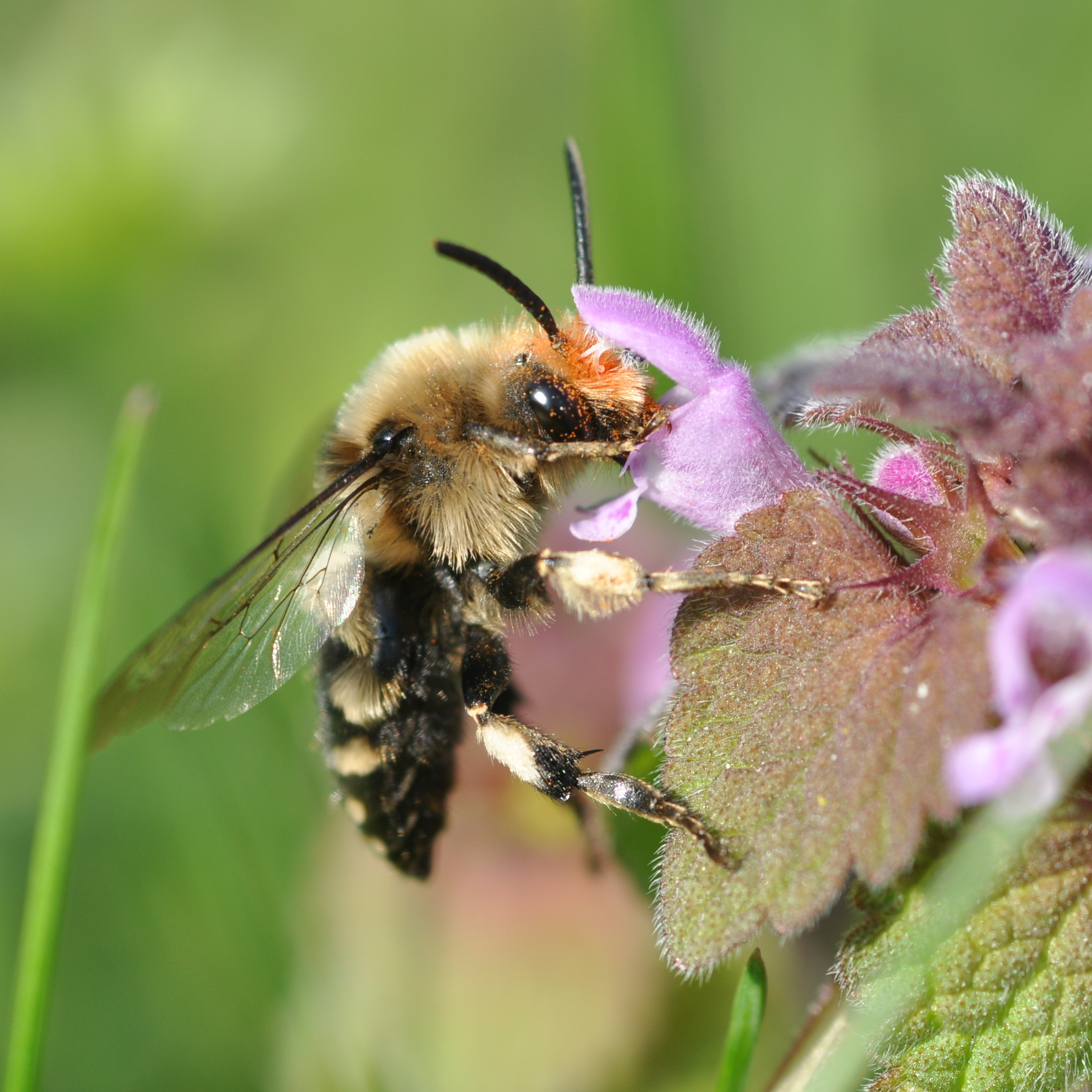
Melecta albifrons

Melectini es una tribu de abejas de la subamilia Apinae. Son de tamaño mediano a grande.
Son abejas cuco que parasitan a miembros de la tribu relacionada Anthophorini. También visitan flores. Hay 184 especies en 9 géneros. Son de distribución casi mundial. La mayoría en el Viejo Mundo y unas pocas especies en el Neártico. Están ausentes en los Neotrópicos.
El tórax tiene una marcada joroba. Al igual que otras abejas cuco se caracterizan por la carencia de aparato colector de polen, escopa. El vello corporal es relativamente corto y en el abdomen se mantiene aplastado contra el exoesqueleto. A primera vista se parecen a las abejas cuco de la subfamilia  Nomadinae, pero los detalles de las venas alares son característicos: la célula marginal es más corta que las dos primeras células submarginales y la segunda abcisa de la vena  M+Cu es marcadamente corta, con las células que conecta casi adyacentes una a la otra. Los lóbulos yugales son muy pequeños, menos que la mitad de los lóbulos del vano.

## Géneros
Melectini cuenta con los siguientes géneros:
- Afromelecta Lieftinck 1972
- Brachymelecta Linsley 1939
- Melecta Latreille 1802 (= Bombomelecta, Symmorpha)
- Sinomelecta Baker 1997
- Tetralonioidella Strand 1914 (= Callomelecta, Protomelissa)
- Thyreomelecta Rightmyer & Engel 2003
- Thyreus Panzer 1806 (= Crocissa, Crocisa)
- Xeromelecta Linsley 1939
- Zacosmia Ashmead 1898 (= Micromelecta )

Algunos géneros (Afromelecta, Melecta y Xenomelecta) tienen subgéneros que algunos taxónomos consideran géneros independientes.